# Kontorhausviertel

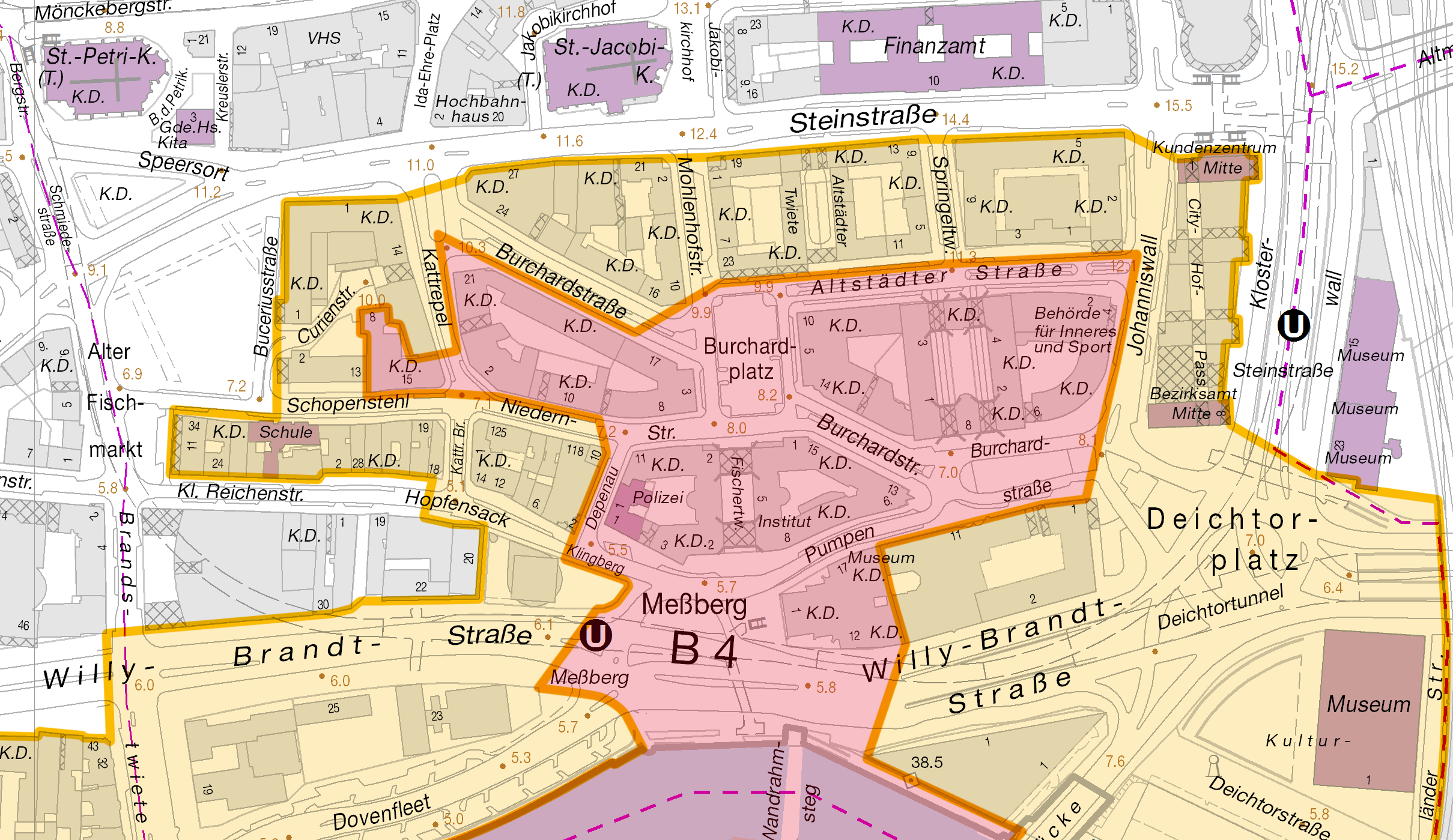
Übersicht: Welterbe (rot) und „Pufferzone“ (orange)

Das Kontorhausviertel befindet sich im südöstlichen Bereich der Hamburger Altstadt und besteht aus großen, bis zu zehngeschossigen Kontorhäusern im Stil des Backsteinexpressionismus und anderer moderner Stilrichtungen des frühen 20. Jahrhunderts. Das Viertel entstand zwischen dem Ersten und Zweiten Weltkrieg unter der Gesamtplanung des damaligen Hamburger Oberbaudirektors Fritz Schumacher. Der zentrale Teil des Kontorhausviertels rund um den Burchardplatz wurde am 5. Juli 2015 zusammen mit der benachbarten Speicherstadt zum UNESCO-Weltkulturerbe Speicherstadt und Kontorhausviertel mit Chilehaus erklärt.

## Entstehung

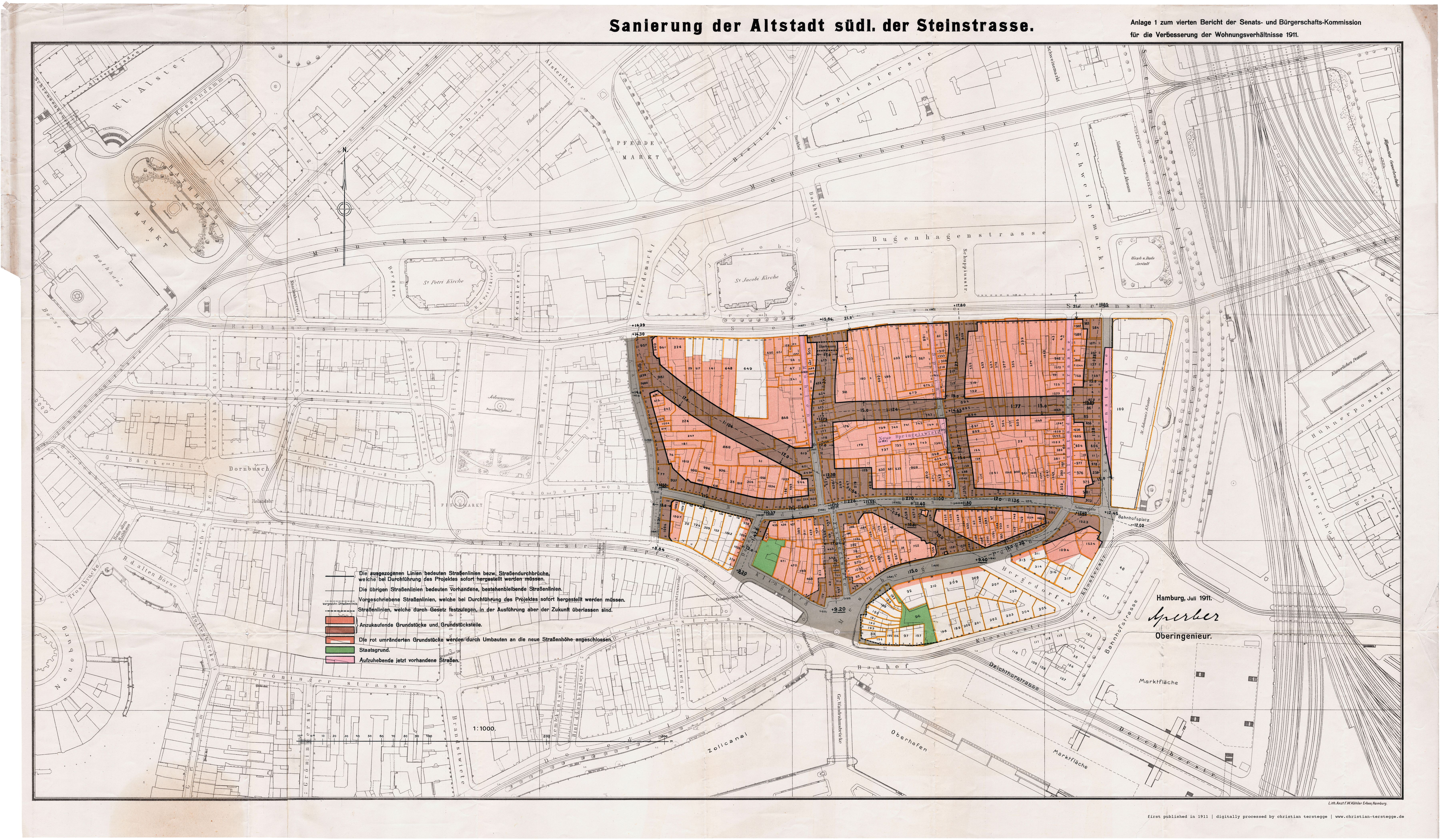
Sanierungsplan südliche Altstadt von 1911, die Konturen des späteren Kontorhausviertels sind bereits erkennbar

Seit dem 17. Jahrhundert war im Bereich des heutigen Kontorhausviertels eine enge Wohnbebauung, ein sogenanntes Gängeviertel mit vielen schmalen Gassen (Twieten) und labyrinth-artigen Hinterhöfen entstanden. Der Hamburger Brand von 1842 und der Bau der Speicherstadt ab 1883 führten zu einer weiteren Verdichtung dieses Gebietes. Nach der Choleraepidemie von 1892 beschloss der Hamburger Senat eine Flächensanierung der einstigen Gängeviertel. Zu diesem Zweck wurde drei Sanierungsgebiete ausgewiesen, von denen eines auch das heutige Kontorhausviertel umfasste.
Um 1900 wurde mit dem Bau des Hauptbahnhofes begonnen, der anschließende Durchbruch der für den U-Bahnbau benötigten Mönckebergstraße war 1912 vollzogen. Noch im Bebauungsplan von 1912 und aufgrund des städtebaulichen Wettbewerbs von 1914 war für das Gebiet zwischen Mönckebergstraße und dem Zollkanal eine hafennahe Wohnbebauung (ähnlich wie im heutigen Portugiesenviertel) vorgesehen.
Fritz Schumacher, seit 1909 Baudirektor und Leiter des Hochbauwesens, setzte sich jedoch mit seiner Idee der Zentrumsbildung durch und plante das Gebiet als ein Areal von Kontorhäusern, allerdings war beispielsweise beim Bau des Sprinkenhofes ursprünglich von einer teilweisen Wohnnutzung ausgegangen worden. Die ursprünglichen Bewohner des Viertels hatten 1925 noch den Bauverein Alt-Hamburg gegründet, mussten aber letztlich in die von Schumacher entworfenen neuen Wohngebiete in der Jarrestadt und auf der Veddel ausweichen.
Fritz Schumachers Überarbeitung des Bebauungsplanes sah bereits große Baumassen vor, die dem Raumbedarf der aufstrebenden Kaufmannschaft nach dem Zollanschluss Hamburgs Rechnung trugen. Dabei sollte jedes Bauwerk einen individuellen Charakter erhalten.

## Gebäude mit Welterbestatus
Charakteristisch für die Bausubstanz sind Stahlbetonbauten mit Klinkerfassaden. Zur Auflockerung der großen Baumassen wurden von den Architekten verschiedene Stilelemente eingesetzt. Typischerweise haben die meisten Häuser kupfergedeckte Dächer. Das oberste Stockwerk, meist sogar die oberen Stockwerke sind jeweils etwas von der Hauptfront zurückgesetzt. Diese Staffelgeschosse öffnen die Straßenschluchten nach oben. Vertikale Gliederungselemente sind meist in Klinker ausgeführt, beispielsweise am Chilehaus und Meßberghof. Die Fassade des Sprinkenhofs hat im Zentralblock eine netzartige Struktur, im Übrigen wird eine optische Auflockerung durch keramische Schmuckelemente erzielt, die Handel und Handwerk symbolisieren. Die meisten Bauten wurden 1999 unter Denkmalschutz gestellt.

### Chilehaus

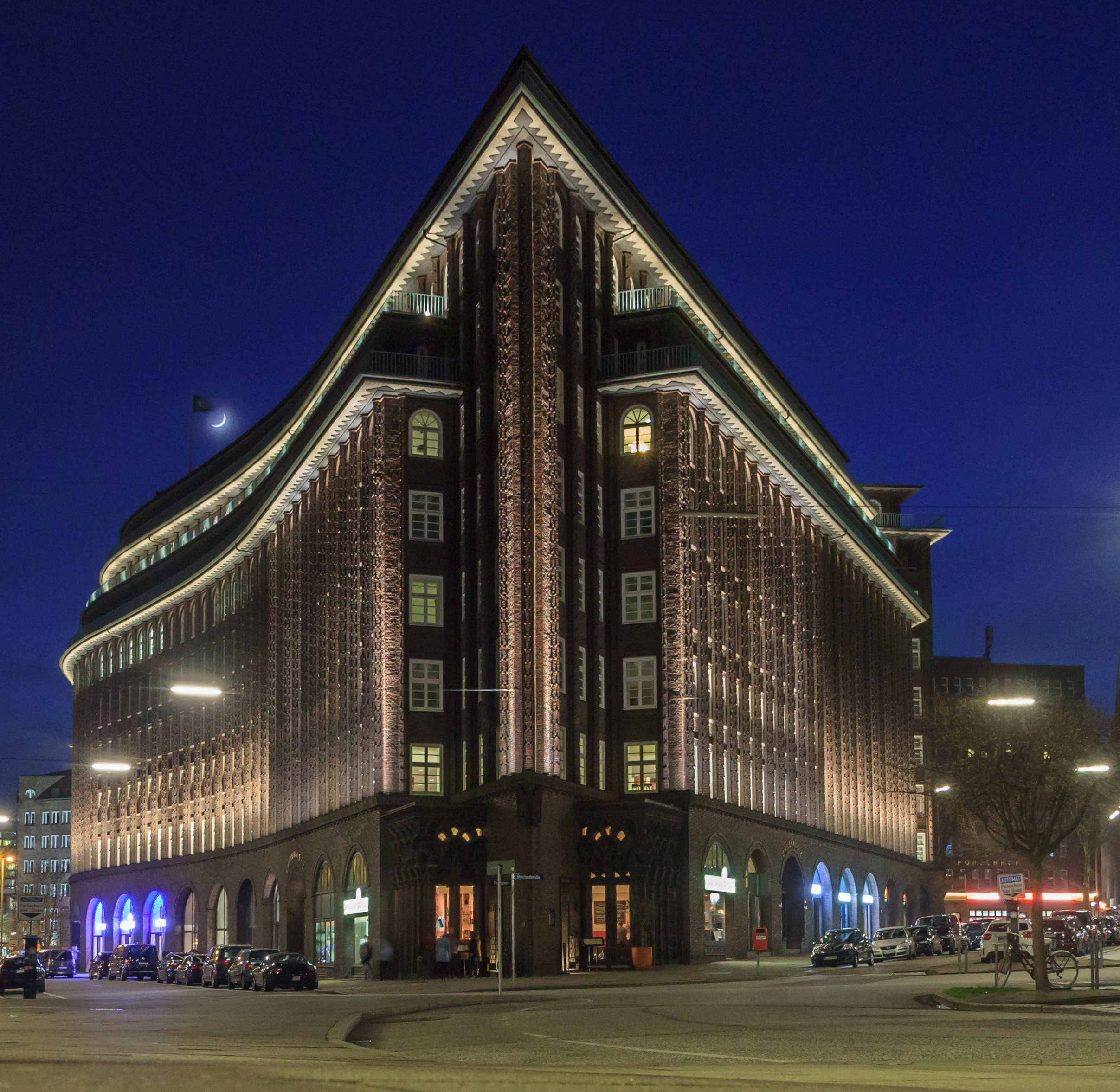
Das beleuchtete Chilehaus mit seiner markanten Spitze

Das Chilehaus wurde von Fritz Höger 1922–24 errichtet und gilt als Högers Hauptwerk. Bauherr war der Reeder Henry B. Sloman, der sein Vermögen durch den Handel mit Chile-Salpeter erworben hatte. Der denkmalgeschützte Bau ist wegweisend für den Klinkerexpressionismus, er wurde Ende der 1990er Jahre saniert.

### Meßberghof
Der Meßberghof wurde zeitgleich mit dem Chilehaus von Hans und Oskar Gerson errichtet. Das zunächst nach Albert Ballin benannte Gebäude wurde 1938 nach der anliegenden Straße in „Meßberghof“ umbenannt, da Ballin wegen seiner jüdischen Abstammung nicht länger als Namensgeber geduldet wurde. Die expressionistischen Bauplastiken stammen von Lothar Fischer. Der Meßberghof steht seit 1983 unter Denkmalschutz.

### Miramar-Haus

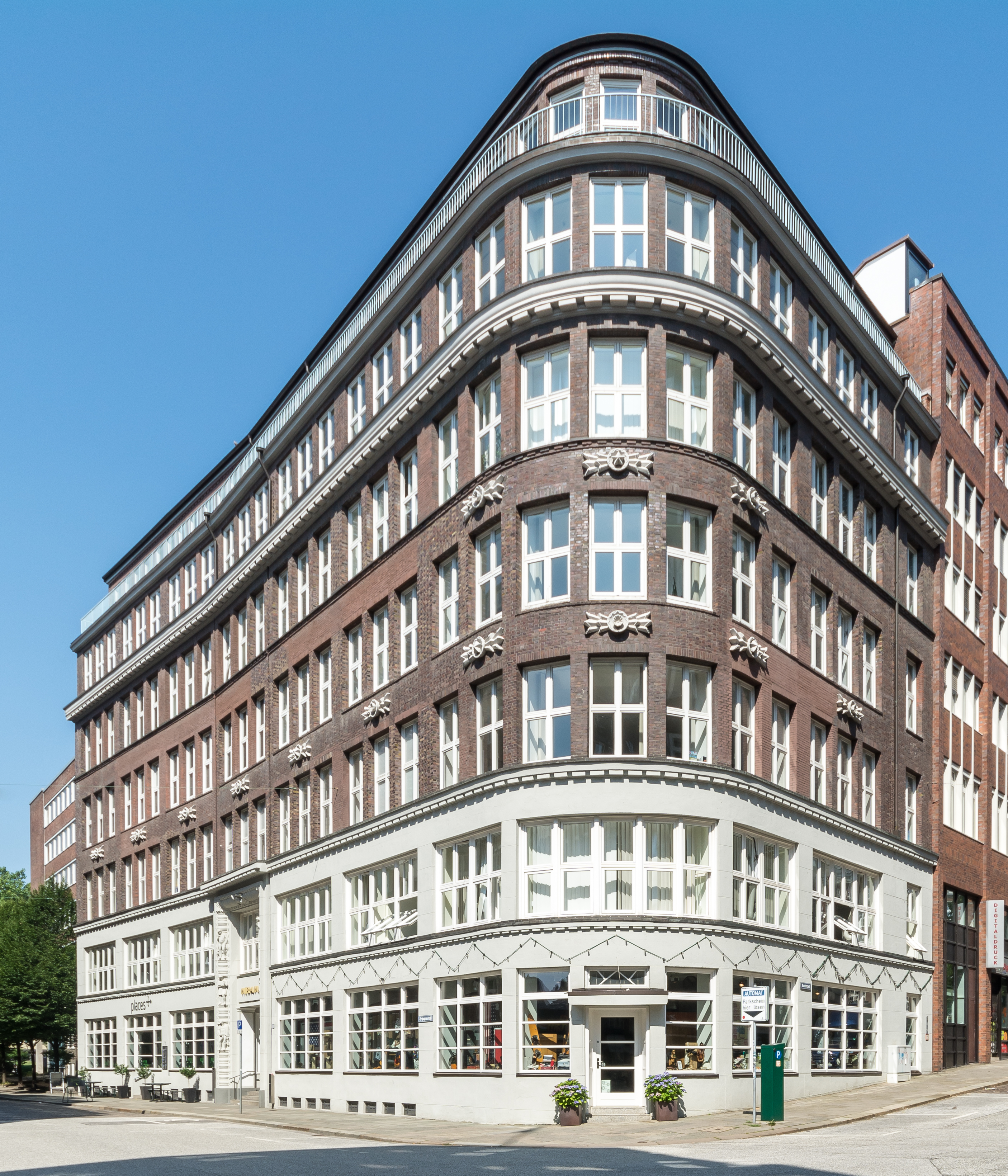
Das Miramar-Haus wurde 1921 als erstes Bauwerk des neuen Kontorhausviertels erbaut.

Als erster Bau entstand 1921–22 nach dem Entwurf von Max Bach im Bereich Kattrepel, Curienstraße, Schopenstehl das Kontorhaus für die Handelsgesellschaft Miramar. Es hat eine abgerundete Ecke, wie sie später für das „Neue Bauen“ typisch wurde. Einzelne Schmuckelemente weisen Merkmale des Klinkerexpressionismus auf. Den Eingangsbereich schmücken Keramiken von Richard Kuöhl.

### Mohlenhof

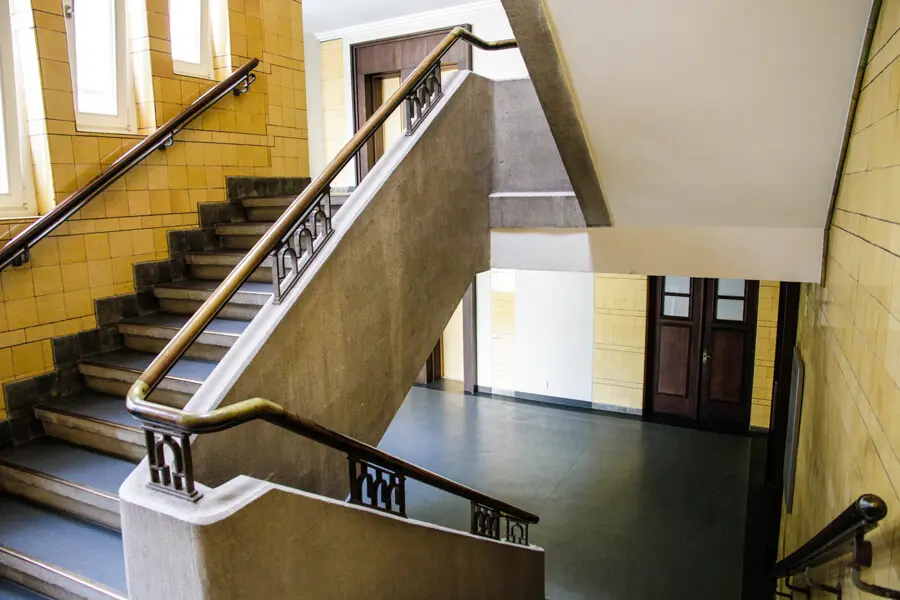
Das Treppenhaus des Kontorhauses Mohlenhof in der Hamburger City

Das Kontorhaus Mohlenhof wurde in den Jahren 1927–28 von den Architekten Klophaus, Schoch, zu Putlitz entworfen und realisiert. Mit seinem schlichten Baustil spiegelt es die Architektur der späten 1920er Jahre wider. Der Mohlenhof ist eines der Kontorhäuser, die den Zweiten Weltkrieg fast unbeschadet überdauert haben. Über dem Haupteingang des Gebäudes am Burchardplatz befindet sich eine überlebensgroße Hermes-Skulptur des Bildhauers Richard Kuöhl.

### Montanhof
An der Niedernstraße/Kattrepel liegt ein weiterer großer Klinkerbau mit dekorativen Elementen des Art déco. Diese keramischen Formstücke bereichern die Klinkerverkleidung der Fassade. Das Gebäude entstand in den Jahren 1924–1926 nach Plänen der Architekten Hermann Distel und August Grubitz (Büro Distel und Grubitz) für das Unternehmen Dobbertin & Co. bzw. die Reederei Komrowski, die dort heute noch ihren Sitz hat, mit einem typischen Staffelgeschoss.

### Sprinkenhof
Der Sprinkenhof entstand 1927 bis 1943 in drei Bauabschnitten. Erbaut wurde er von Hans und Oskar Gerson zusammen mit Fritz Höger. Der Sprinkenhof war damals Hamburgs größter Bürokomplex. Er umschließt drei Innenhöfe. Von 1999 bis 2002 fand ein Umbau mit umfassender Sanierung statt.

### Polizeiwache am Klingberg
Die 1906–08 von Albert Erbe erbaute Polizeiwache am Klingberg/Ecke Depenau wurde später vollständig in den Komplex des Chilehauses einbezogen.
Das Gebäude war als Polizeiwache und Dienstgebäude der Landherrenschaften errichtet worden. Der Skulpturenschmuck, Portalfiguren mit Früchten, Getreide und Fischen, weist auf diese Bestimmung hin. Die Architektur folgt dem Vorbild Alt-Hamburgischer Bürgerhäuser des Barock.
Bilder zu den obigen Gebäuden

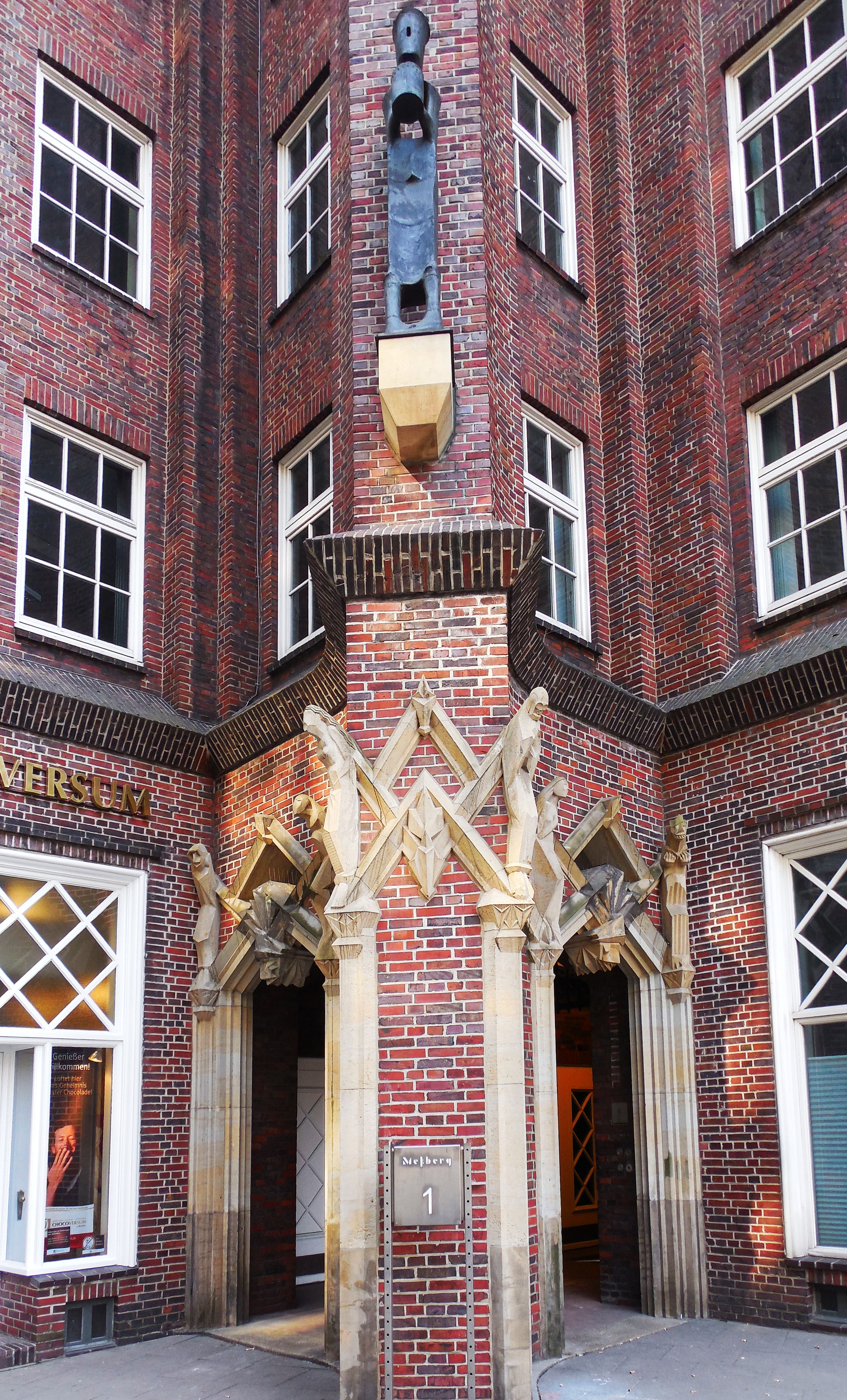
Eingangsbereich Meßberghof
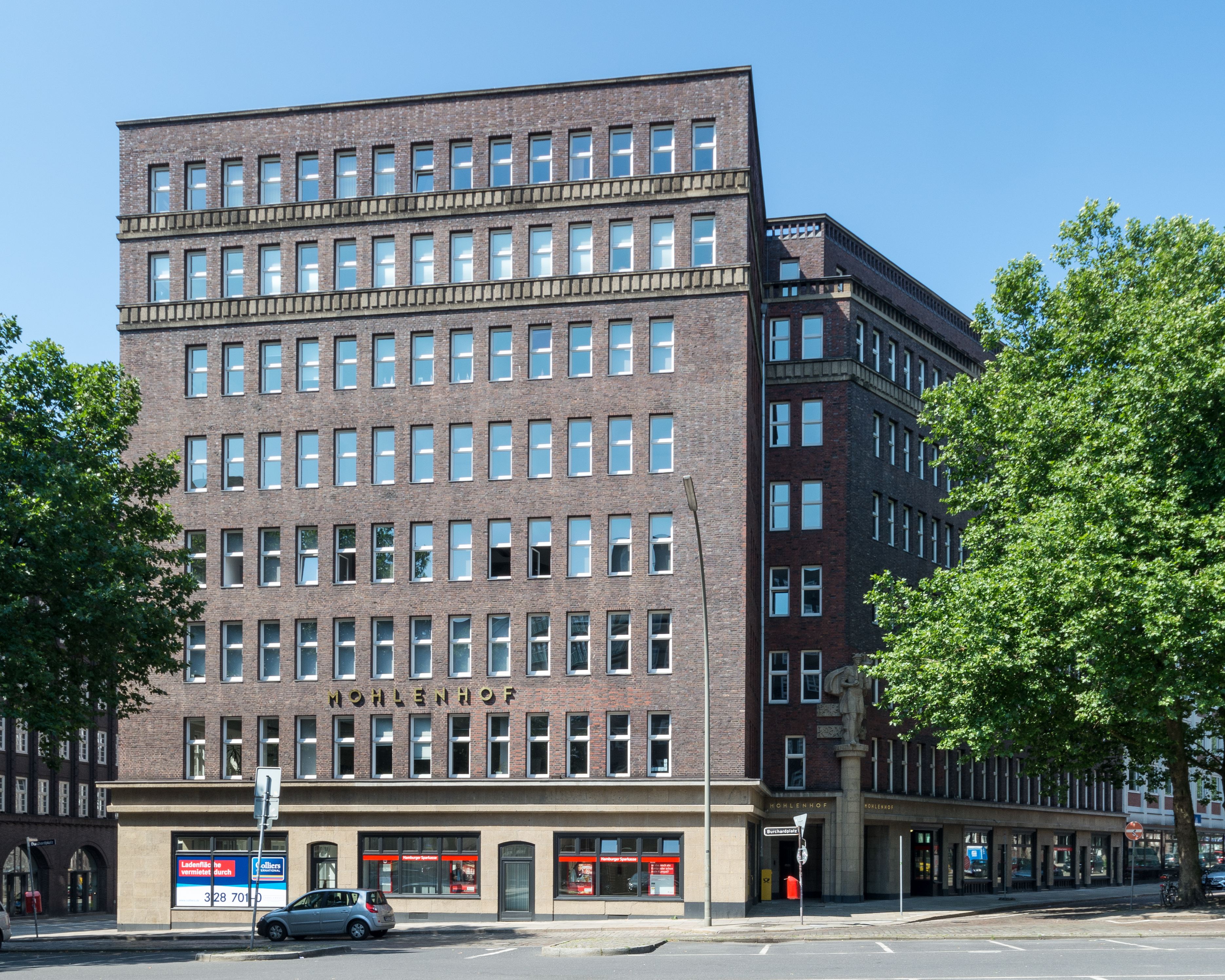
Der Mohlenhof am Burchardplatz
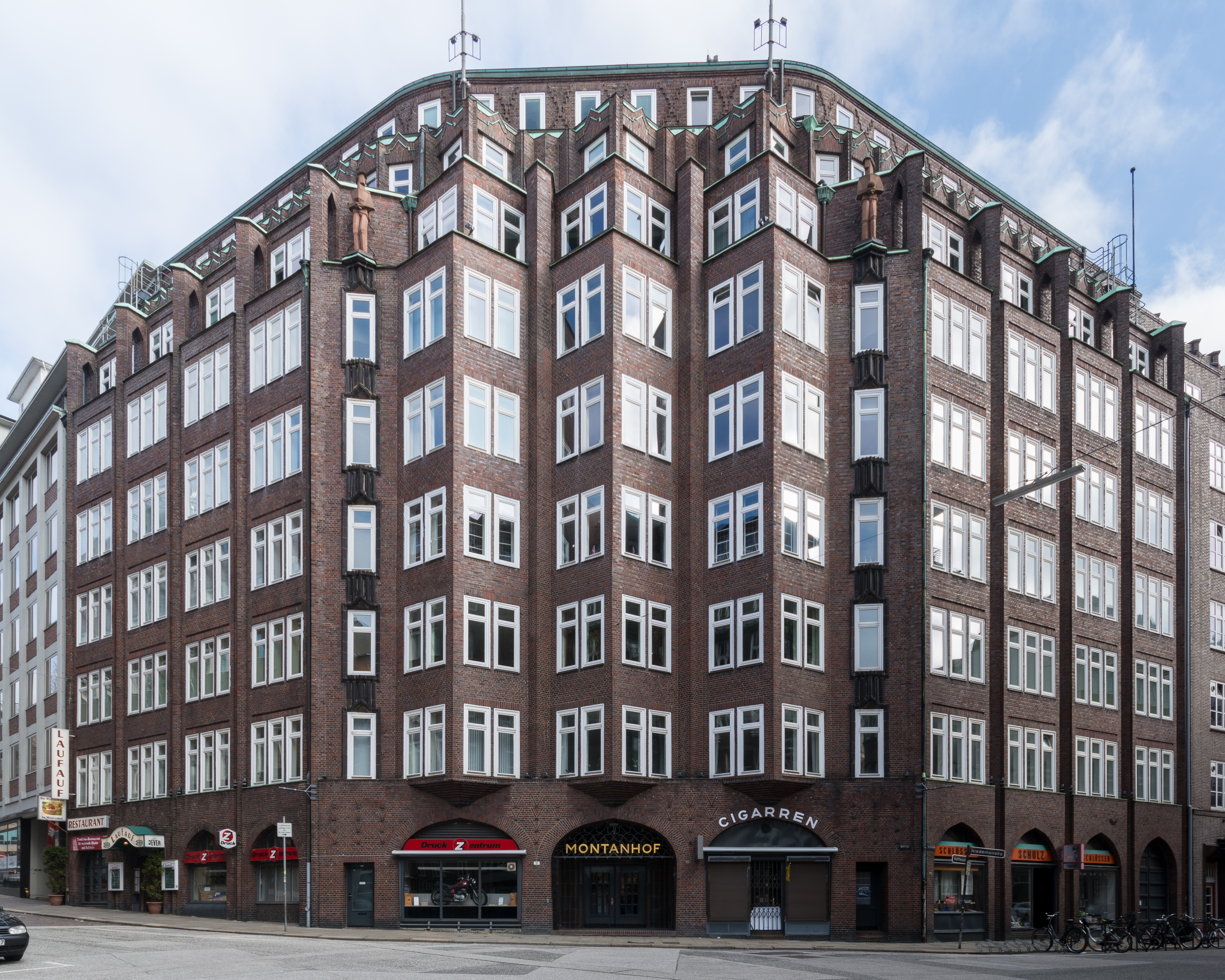
Der Montanhof mit typisch zurückgesetzten Staffelgeschossen
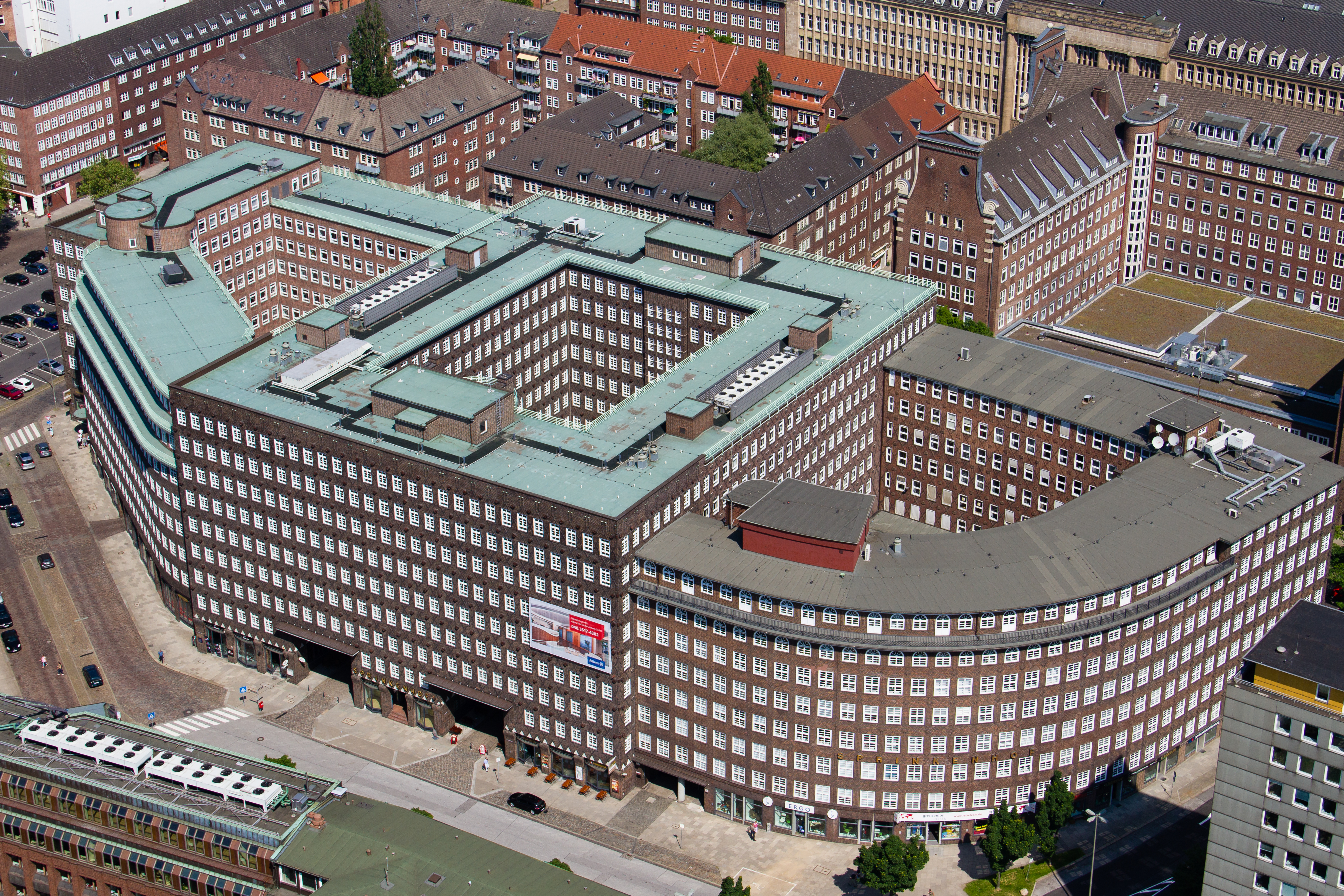
Der Sprinkenhof ist eines der größten Gebäude und verfügt über drei Innenhöfe
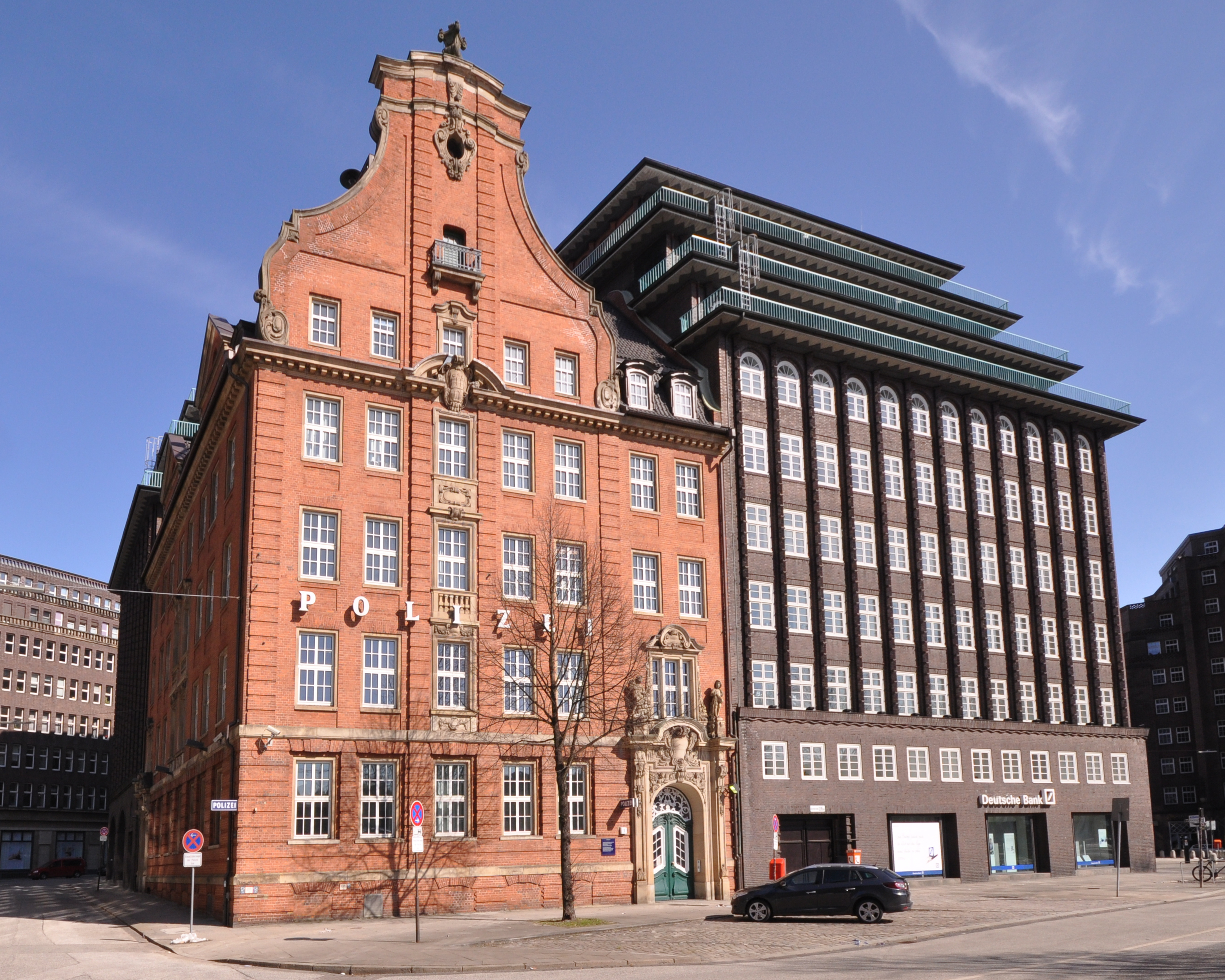
Ehemalige Polizeiwache Klingberg mit Chilehaus

## Weitere Gebäude in der „Pufferzone“

### Altstädter Hof
Das Gebäude wurde von 1936 bis 1937 erbaut und enthält im Erdgeschoss Läden und Geschäfte, in den Stockwerken darüber 220 Wohnungen. Der Architekt war Rudolf Klophaus. Zahlreiche Sandsteinskulpturen von Richard Kuöhl, über den Hauseingängen angeordnet, stellen typische Hamburger Berufe dar. Die Statuen sind verwittert, einigen fehlt der Kopf (2006).

### Burchardhof
An der Steinstraße/Burchardstraße entstand 1931 nach Entwürfen von Max Bach und Fritz Wischer ein Geschäftshaus mit Elementen eines Hochhauses in der Weiterentwicklung der Formensprache des Kontorhausviertels unter Betonung der Horizontalen mit dem typischen Staffelgeschoss und einem Flachdach.

### Bartholomayhaus
Zwischen Altstädter Straße, Steinstraße, Springeltwiete und Johanniswall wurde es 1938/39 durch den Architekten Rudolf Klophaus für Robert Bartholomay als letztes Kontorhaus im klassischen Stil mit großen Blendgiebeln in Anlehnung an alt-hanseatische Bürgerhäuser errichtet. Diese Scheingiebel wurden schon zur Zeit der Errichtung als merkwürdig und veraltet empfunden.
Heute ist die Alstria Office Reit-AG Eigentümer des Gebäudes, Hauptmieter ist die Hamburger Hochbahn AG.

### Helmut-Schmidt-Haus (Pressehaus)
Unmittelbar am Hammaburg-Platz, wo Domstraße und Speersort aufeinandertreffen, erstreckt sich das Helmut-Schmidt-Haus (bis 2016 „Pressehaus“). Es wurde 1938 nach einem Entwurf von Rudolf Klophaus für das nationalsozialistische Hamburger Tageblatt erbaut. Dessen Firmenemblem, eine Hansekogge von Richard Kuöhl, findet sich – jetzt ohne Hakenkreuz – an der Curienstraße. Nach Gründung der Bundesrepublik arbeiteten in dem Haus unter anderem Der Spiegel von 1952 bis 1969 und der Stern, heute hat dort noch Die Zeit ihre Redaktionsräume.  
Im Gegensatz zu den übrigen Klinkerbauten weist das Helmut-Schmidt-Haus einzelne Elemente aus Muschelkalk auf, vor allem in den Arkaden zum Speersort sowie zum Domplatz. Diese sind ein Zitat des ehemals benachbarten Johanneums am Speersort, das 1838–40 nach Entwürfen von Carl Ludwig Wimmel errichtet worden war und nach dem Auszug der Schule bis zur Zerstörung im Zweiten Weltkrieg als Gebäude für die Commerzbibliothek und die Staatsbibliothek diente. Das ursprüngliche Walmdach des Pressehauses wurde nach Bombenschäden durch ein Staffelgeschoss ersetzt. 

Anfang 2013 erwarb die Kölner Investmentgesellschaft Art-Invest Real Estate Funds, eine Tochter der Bremer Zech Group, das Gebäude von der Allianz Immobilien GmbH und verkaufte es zwei Jahre später für geschätzte 80 Millionen Euro an die Swiss Re. Das Geschäftshaus verfügt über eine Nutzfläche von ca. 19.400 m², die sich aufteilen in 75 % Büro, 17 % Gastronomie/Einzelhandel und 8 % Lager.
Bilder zu den obigen Gebäuden

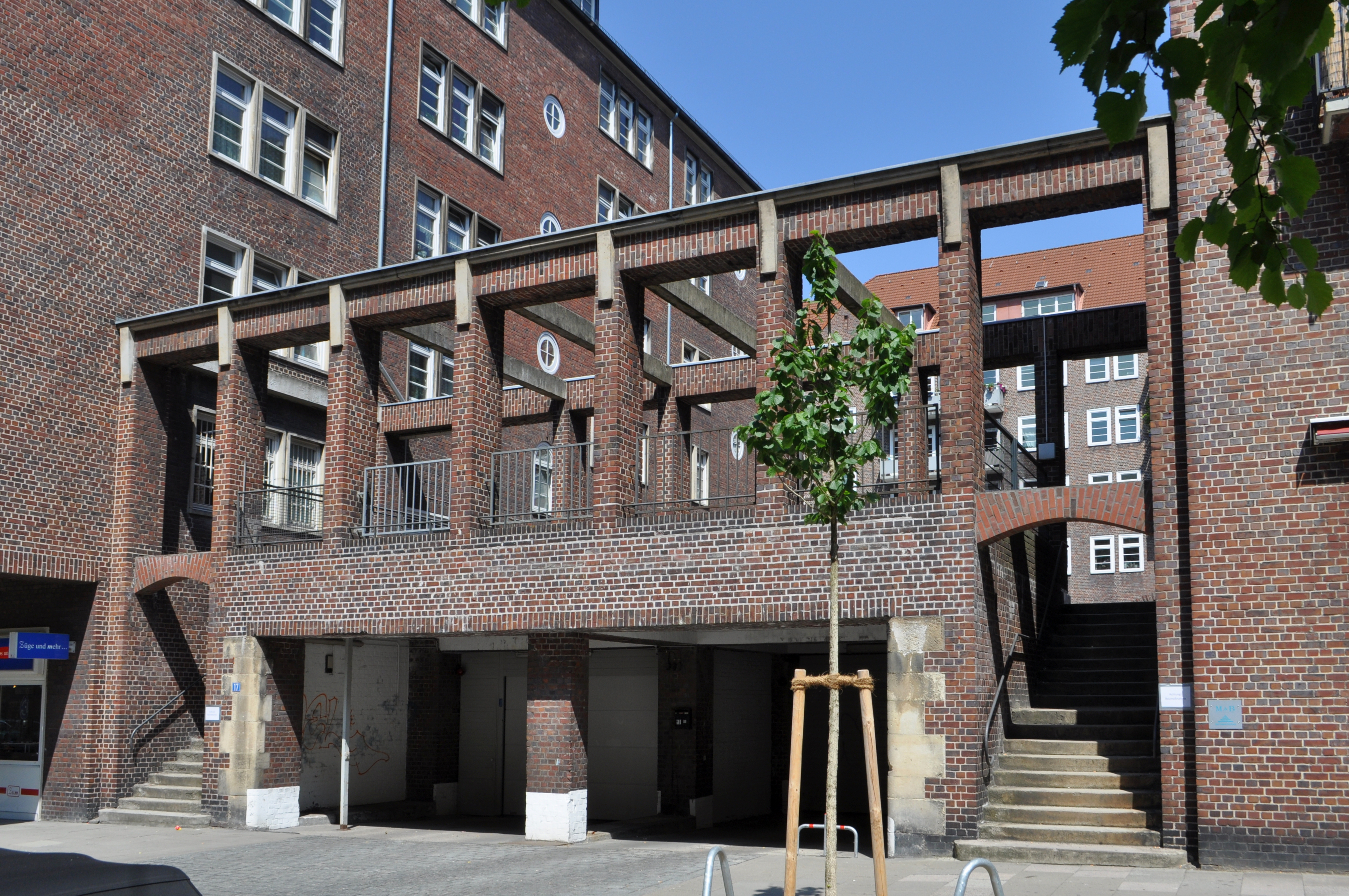
Wohnungsbau im Altstädter Hof
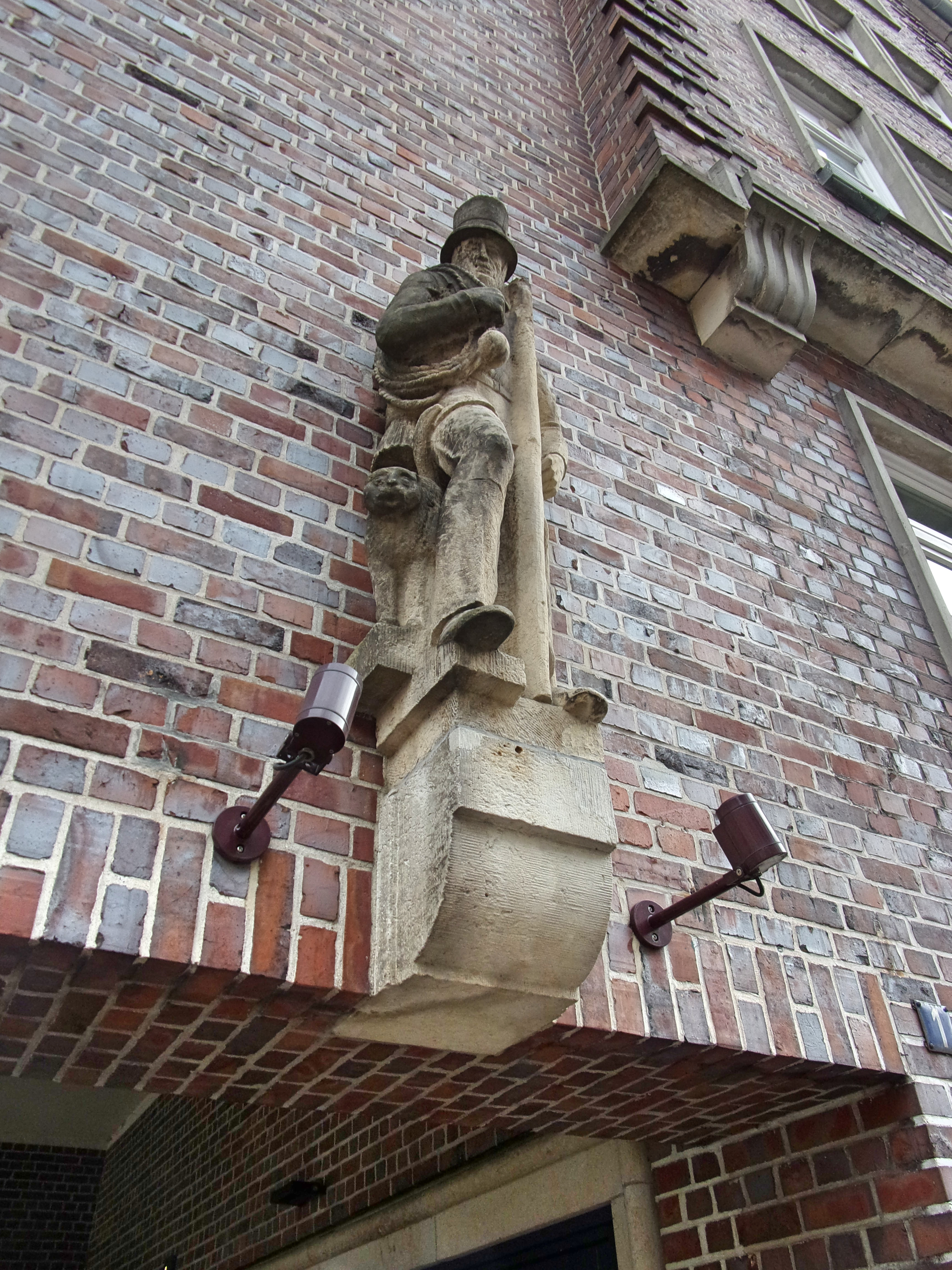
Figur Schornsteinfeger am Altstädter Hof
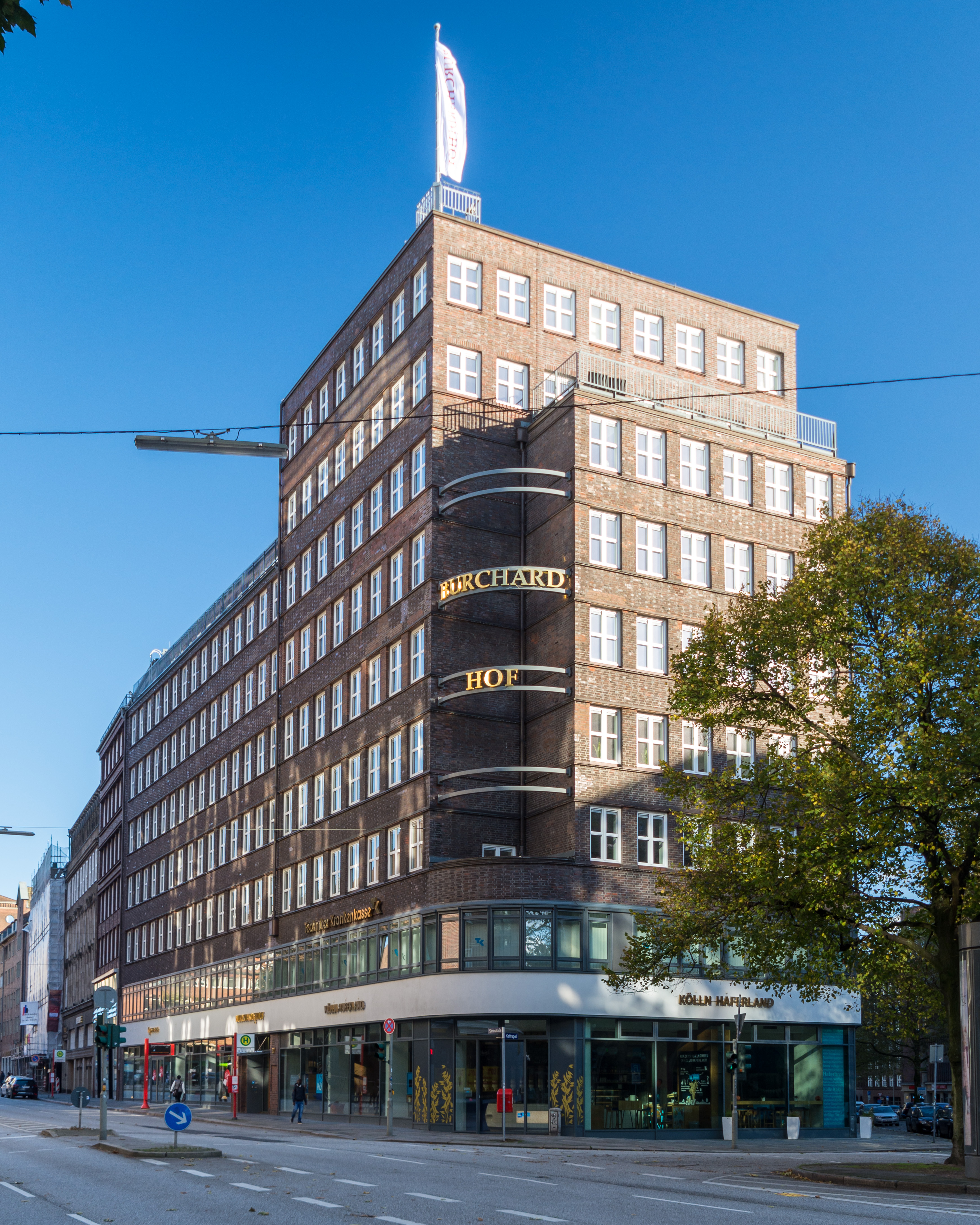
Der Burchardhof in der Steinstraße
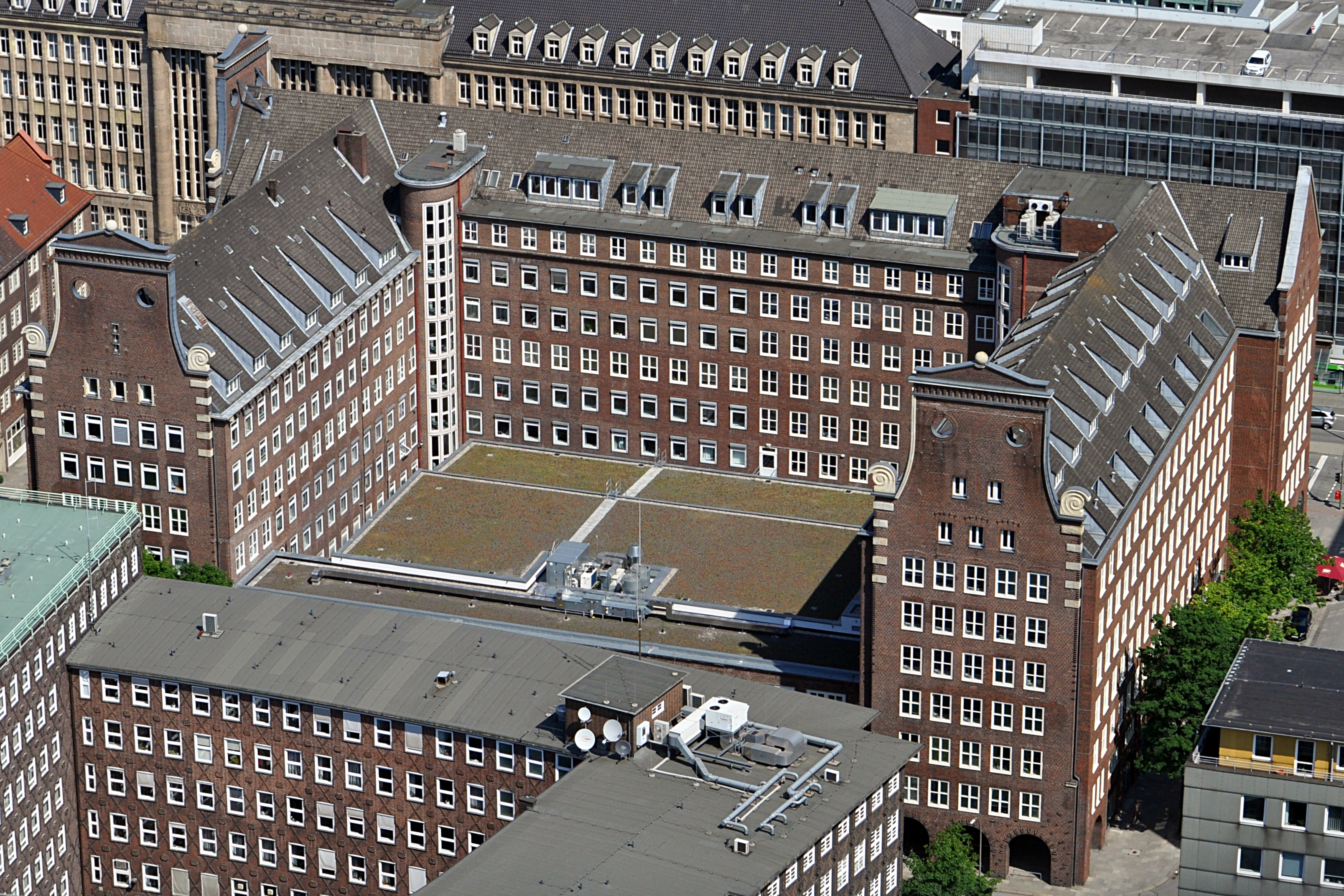
Das Bartholomayhaus
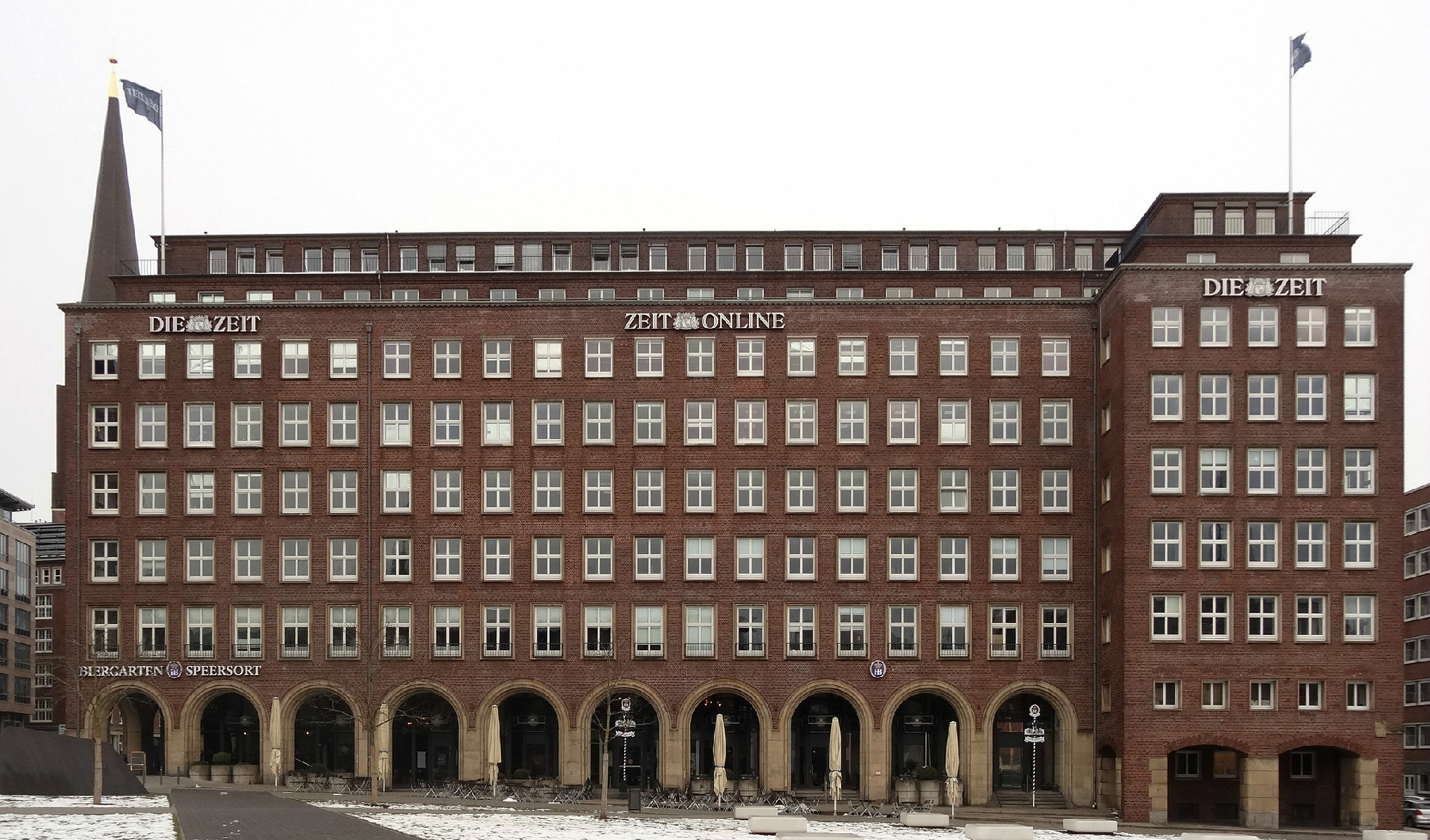
Das Helmut-Schmidt-Haus

## Ältere Bauten
Einige Kontorhäuser im Plangebiet Schumachers entstanden bereits vor den 1920ern.

### Schopenstehl 32
Dieses Haus wurde 1885–88 von Arthur Viol erbaut. Die Fassade eines um 1780 erbauten Doppelhauses mit ihrem Rokoko-Portal und ihrem geschweiften Giebel wurden in den Neubau einbezogen. Dieses Haus ist eines der letzten Zeugnisse für die Hamburger Bürgerhausarchitektur des 17. und 18. Jahrhunderts am ursprünglichen Ort.

## Neuzeit
In den 1990er Jahren entstanden neue Häuser in der Tradition der Klinkerbauten, wie das Danske Hus und der Neue Dovenhof.

## Weltkulturerbe

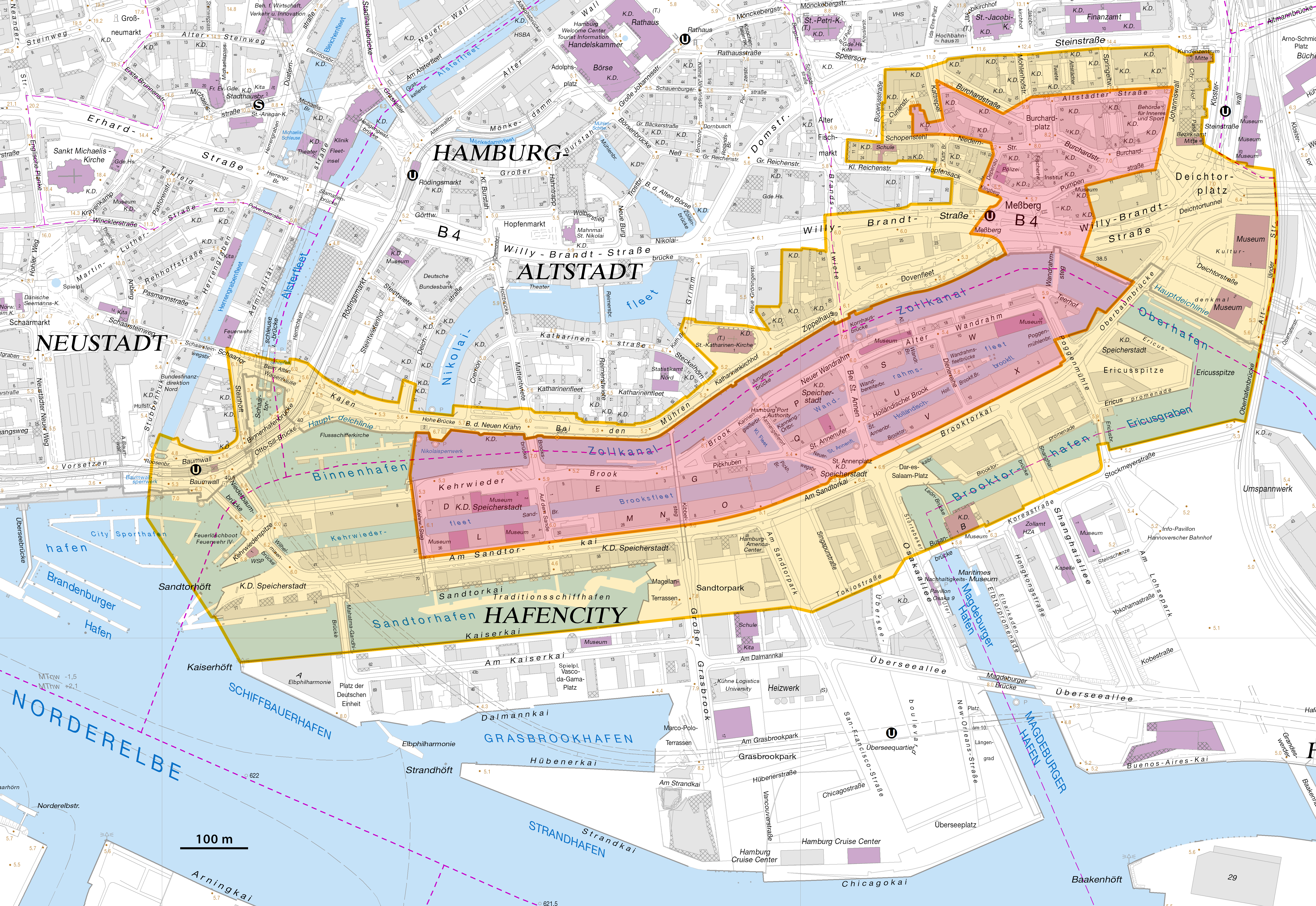
Karte des Weltkulturerbegebietes (rot) und der Pufferzone (orange)

Am 5. Juli 2015 wurden die Speicherstadt und das Kontorhausviertel auf der 39. Sitzung des UNESCO-Welterbekomitees in Bonn in die Liste des Weltkulturerbes aufgenommen.